# Nora Gúnera de Melgar
Alba Nora Gúnera Osorio de Melgar (San Marcos de Colón, Choluteca, 1942-Tegucigalpa, Francisco Morazán, 1 de octubre de 2021) fue una política hondureña, licenciada en magisterio, que fue primera dama de Honduras entre 1975 y 1978.

## Biografía
Nació en 1942 en la localidad de Concepción de María, San Marcos de Colón, departamento de Choluteca. Fue maestra de Educación Primaria con diplomaturas de especialización en Alemania. Fue la esposa del general Juan Alberto Melgar Castro, con quien tuvo tres hijos: Nora Liduvina, Juan Ramón y José Arquímedes, de apellidos Melgar Gúnera.

### Primera dama de Honduras
Siendo esposa del jefe de Estado de Honduras, general Juan Alberto Melgar Castro, fungió como primera dama de Honduras entre el 22 de abril de 1975 hasta 1978, cuando Melgar Castro fue impuesto como gobernante según el Estado Mayor de las Fuerzas Armadas de Honduras, deponiendo a su camarada castrense el general Oswaldo López Arellano, implicado en un escándalo financiero y cuya destitución habían solicitado a las Fuerzas Armadas los partidos políticos en la oposición.

### Vida política
De orientación conservadora, Melgar fue miembro activa del Partido Nacional de Honduras, fue presidenta del Comité Central del Partido, y con el mismo fue alcalde municipal de la ciudad capital de Honduras, Tegucigalpa, MDC. Seguidamente, fue nombrada precandidata presidencial por su partido y formó su corriente electoral, con la cual ganó las elecciones internas de 1996, quedando así oficializada su candidatura como la primera mujer hondureña en aspirar a presidenta constitucional. En las elecciones generales, su contrincante Carlos Roberto Flores Facussé, candidato del Partido Liberal de Honduras, ganó la presidencia. Nora de Melgar recibió 844 985 votos (42,76 %) de apoyo de la población hondureña.
En 2007, fue diputada al Parlacen y diputada por el departamento de Francisco Morazán, siendo la 6.ª vicepresidenta del Congreso Nacional de Honduras.

### Fallecimiento
Falleció en Tegucigalpa el 30 de septiembre de 2021 a causa de ELA. , a los setenta y ocho años.